# Дрекслер, Хайке
Хайке Габриэла Дрекслер (нем. Heike Gabriela Drechsler, также Дрехслер (до замужества Хайке Габриэла Дауте — Heike Gabriela Daute); род. 16 декабря 1964 года, Гера, ГДР) —  немецкая легкоатлетка, специализировавшаяся в прыжках в длину и в спринте. Также выступала в семиборье. Одна из сильнейших легкоатлеток в истории спорта, в 1999 году была одной из претенденток на звание лучшей легкоатлетки XX столетия по версии ИААФ.
Единственная спортсменка, которой удалось завоевать две золотые медали в прыжках в длину на Олимпиадах (в 1992 и 2000 гг.) На Олимпиаде 1988 года завоевала сразу три медали: «серебро» в прыжках в длину и две бронзовые медали в беге на 100 и 200 метров.
- Двукратная чемпионка мира в прыжках в длину (1983 и 1993)
- 5-кратная чемпионка Европы (4 раза в прыжках в длину и один раз на дистанции 200 м)
- Экс-рекордсменка мира в прыжках в длину (7 м 45 см)
- Экс-рекордсменка мира в беге на 200 метров (21.71 секунды)
- Экс-обладательница юниорского мирового рекорда в семиборье (5891 балл)
- 7-кратная обладательница лучшего результата сезона в мире в прыжках в длину (1984—86, 1991—93, 1995)
- Обладательница лучшего результата сезона в мире в беге на 200 м (1986)
- Обладательница лучшего результата сезона в мире в семиборье (1994)
- Лучшая спортсменка года в ГДР в 1986 году
- Лучшая спортсменка года в Германии в 2000 году
- Лучшая легкоатлетка года в мире в 1992 году

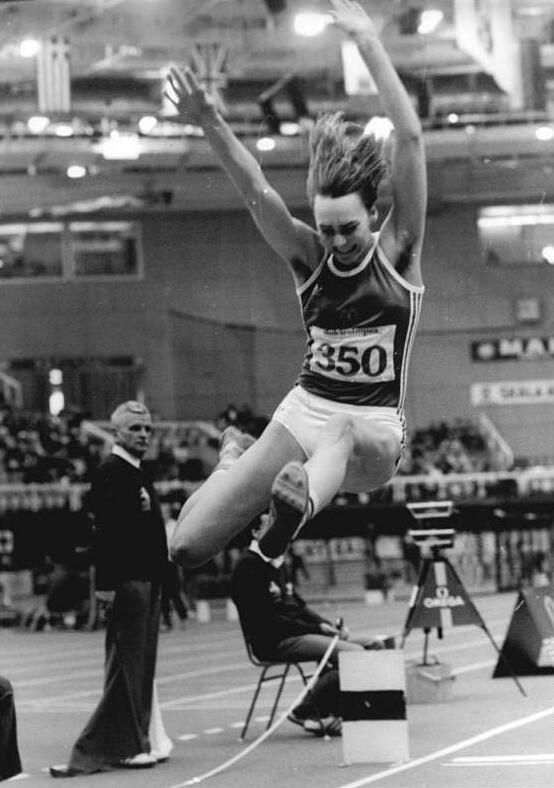
Хайке Дрехслер. Прыжок в длину

## Личные рекорды
| Дисциплина                          | Результат | Год  | Место          |
| ----------------------------------- | --------- | ---- | -------------- |
| Прыжок в длину                      | 7.48      | 1988 | Нойбранденбург |
| 100 м                               | 10.91     | 1988 | Осло           |
| 200 м (повторение мирового рекорда) | 21.71     | 1986 | Штутгарт       |

## Спортивная биография
Хайке Дрекслер была удивительно разносторонней спортсменкой. В течение всей своей спортивной карьеры она доминировала в прыжках в длину, в первые 10 лет — на спринтерских дистанциях, один раз имела лучший результат сезона в мире в семиборье.
Выступления на крупнейших соревнованиях
(ОИ — олимпийские игры, ЧМ — чемпионат мира, ЧЕ — чемпионат Европы)
| Дисциплина       | 1983 ЧМ | 1984 ОИ | 1985 | 1986 ЧE | 1987 ЧМ | 1988 ОИ | 1989 | 1990 ЧE | 1991 ЧМ | 1992 ОИ | 1993 ЧМ | 1994 ЧE | 1995 ЧМ | 1996 ОИ | 1997 ЧМ | 1998 ЧE | 1999 ЧМ | 2000 ОИ |
| Бег 100 м        |         |         |      |         | 2       | 3       |      |         |         |         |         |         |         |         |         |         |         |         |
| Бег 200 м        |         |         |      | 1       |         | 3       |      | 2       |         |         |         |         |         |         |         |         |         |         |
| Прыжки в длину   | 1       |         |      | 1       | 3       | 2       |      | 1       | 2       | 1       | 1       | 1       |         |         |         | 1       |         | 1       |
| Эстафета 4×100 м |         |         |      |         |         |         |      |         | 3       |         |         |         |         |         |         |         |         |         |

### 1982
В 1982 г., в возрасте 17 лет, выступая под фамилией Дауте, она заняла 4-е место в прыжках в длину на чемпионате Европы в Афинах.
```
Чемпионат Европы. Афины, 1982 г. 

Прыжки в длину
 
1. 6.79    Вали Ионеску    Румыния  
2. 6.73    Анишоара Станчу Румыния  
3. 6.73    Елена Иванова   СССР  

4. 6.71    Хайке Дауте     ГДР  

5. 6.69    Анна Влодарчик  Польша  
6. 6.67    Сабине Эвертс   ФРГ
```

### 1983
В 1983 г. на первом чемпионате мира в Хельсинки, она выиграла золото в прыжках в длину, опередив Анишоару Кушмир (Станчу), которая ранее в этом сезоне трижды улучшала мировой рекорд.
```
Чемпионат мира. Хельсинки, 1983 г.

Прыжки в длину

1. 7.27 w   Хайке Дауте            ГДР  

2. 7.15 w   Анишоара Кушмир-Станчу Румыния  
3. 7.04 w   Кэрол Льюис            США  
4. 7.02     Татьяна Проскурякова   СССР  
5. 6.93 w   Беверли Кинч           Великобритания  
6. 6.81     Жуша Ваньек            Венгрия  
7. 6.80 w   Ева Миркова            Чехословакия  
8. 6.65     Робин Лоррауэй         Австралия
```

### 1984
Хайке Дауте была непобедима в 1984 г., показав три лучших результата в сезоне и доведя личный рекорд до 7.40, однако из-за бойкота Олимпийских игр в Лос-Анджелесе не выступала на Олимпиаде.
28 июля 1984 г. она вышла замуж за Андреаса Дрекслера и далее выступала под фамилией Дрекслер.

### 1985
В 1985 г. Дрекслер продолжала лидировать в прыжках в длину, показав четыре лучших результата сезона и установив свой первый мировой рекорд. 22 сентября на соревнованиях Кубка мира в Берлине Дрекслер показала в последней попытке 7.44, улучшив на 1 см прежний рекорд Анишоары Кушмир. На соревнованиях Кубка мира в Канберре она показала серию 7.27, 7.25 и 7.22. Занявшая второе место Галина Чистякова отстала на 27 см, показав 7.00.

### 1986
В 1986 г. Дрекслер не только сохранила лидерство в прыжках в длину, но и вошла в списки лучших спринтеров мира. Имея в предыдущем сезоне на 100-метровке только 11.75, она четырежды в 1986 г. выбегала из 11 секунд. 5 июля на стадионе Бишлет в Осло она показала (с превышением скорости ветра) 10.80, что было всего на 0.04 секунды хуже мирового рекорда Эвелин Эшфорд (США). Через несколько дней на Играх доброй воли в Москве Дрекслер проиграла Эшфорд, показав с ней одинаковое время — 10.91.
Ещё более впечатляющи достижения Дрекслер на дистанции 200 м. Имея лучший результат предыдущего сезона 23.19, она 29 июня победила на чемпионате ГДР, повторив мировой рекорд Мариты Кох — 21.71.
21 июня во время легкоатлетического матча СССР-ГДР в Таллине Дрекслер установила мировой рекорд прыжках в длину — 7.45, а 3 июля в Дрездене повторила его, показав выдающуюся серию из 6 прыжков за 7.20 (7.45, 7.30, 7.29, 7.28, 7.24, 7.20).
На чемпионате Европы в Штутгарте Дрекслер выиграла прыжки в длину с результатом 7.27, а через два дня завоевала вторую золотую медаль, повторив мировой рекорд на дистанции 200 м — 21.71.
```
Чемпионат Европы. Штутгарт, 1986 г.

200 м
 

1. 21.71    Хайке Дрекслер     ГДР
  
2. 22.32    Мари-Кристин Казье Франция  
3. 22.49    Зильке Глэдиш      ГДР  
4. 22.71    Марина Молокова    СССР  
5. 22.73    Ева Каспржик       Польша  
6. 22.87    Наталья Бочина     СССР  

Прыжки в длину

1. 7.27    Хайке Дрекслер      ГДР
  
2. 7.09    Галина Чистякова    СССР  
3. 6.89    Хельга Радтке       ГДР  
4. 6.81    Вали Ионеску        Румыния  
5. 6.65    Людмила Нинова      Болгария  
6. 6.61    Сильвия Христова    Болгария
```

### 1987
В 1987 г. Дрекслер не смогла достичь своей прошлогодней формы, хотя и выступала достаточно успешно на соревнованиях самого высокого уровня. На дистанции 200 м она начала сезон с победы на чемпионате мира в закрытых помещениях 7 марта в Индианополисе с результатом 22.27. Несмотря на хороший старт сезона, её выступления на открытых стадионах не были такими яркими. Лучший результат сезона (22.18) она показала 21 июня, финишировав второй вслед за соотечественницей Зильке Глэдиш, и решила не выступать в этом виде программы на чемпионате мира в Риме, который проходил в августе.
В прыжках в длину Дрекслер выиграла чемпионат мира в закрытых помещениях с результатом 7.10, а за неделю до этого на чемпионате США установила мировой рекорд для залов — 7.32. На открытых стадионах сильную конкуренцию Дрекслер составила Джеки Джойнер-Керси (США), которая за 2 недели до чемпионата мира повторила мировой рекорд Дрекслер — 7.45.
В Риме основная борьба на 100-метровке развернулась между Дрекслер и Глэдиш. Глэдиш выиграла первый полуфинал, Дрекслер — второй с лучшим результатом сезона в мире (10.95). В финале Дрекслер из-за плохого старта была шестой на отметке 60 м, но за счёт финишного рывка финишировала второй вслед за Глэдиш.
В прыжках в длину из-за травмы, полученной в четвёртой попытке, Дрекслер отказалась от двух последних и с результатом 7.13 заняла третье место вслед за Джойнер-Керси.
```
Чемпионат мира. Рим, 1987 г. 

100 м
 
10.90    Зильке Глэдиш-Мёллер  ГДР  

11.00    Хайке Дрекслер        ГДР  

11.04    Мерлин Отти           Ямайка  
11.07    Дайен Вильямс         США  
11.09    Анжела Тейлор-Исаенко Канада  
11.09    Анелия Нунева         Болгария  
11.18    Анджела Бейли         Канада  
11.19    Пэм Маршалл           США  

Прыжки в длину

7.36    Джеки Джойнер-Керси    США  
7.14    Елена Белевская        СССР  

7.13    Хайке Дрекслер         ГДР  

7.01    Хельга Радтке          ГДР  
6.99    Галина Чистякова       СССР  
6.89    Ирина Валюкевич        СССР  
6.80    Дженнифер Иннисс       США  
6.63    Николь Богман          Австралия
```

### 1988
В 1988 г. Дрекслер выступала на первой в своей жизни Олимпиаде в Сеуле. Она хорошо начала сезон, превысив 13 февраля в Вене собственное мировое достижение в прыжках в длину для залов (7.37). На открытых стадионах она одержала серию побед на 100-метровке: в Осло (10.91), Дрездене (10.92) и Стокгольме (10.96). На 200-метровой дистанции она победила в матче ГДР-ФРГ в Дюссельдорфе 20 июня — 21.94, а 26 июня выиграла чемпионат ГДР — 21.84.
11 июня в Ленинграде Галина Чистякова (СССР) прыгнула в длину на 7.52 (7.45, 7.21, 7.21), побив мировой рекорд, установленный Дрекслер и позднее повторенный Джойнер-Керси (7.45). 9 июля Дрекслер вплотную приблизилась к новому рекорду, установив личный рекорд — 7.48.
На Олимпийских играх в Сеуле события в спринте разворачивались неожиданно. На обеих дистанциях победила американка Флоренс Гриффит-Джойнер, которая феноменально улучшила свои результаты по сравнению с предыдущим сезоном, а в финале Олимпиады показала на стометровке 10.54 (с превышением скорости ветра), оставив Дрекслер третьей (10.85).
На 200-метровой дистанции Гриффит в полуфинале установила новый мировой рекорд (21.56), а в финале улучшила его до 21.34. Дрекслер завоевала бронзу с результатом 21.95.
В прыжках в длину Дрекслер лидировала после четырёх попыток с результатом 7.22 (лучшие прыжки серии 7.22, 7.18, 7.17, 7.16, 7.06). Однако в пятой попытке Джойнер прыгнула на 7.40 (7.40, 7.16, 7.00), оставив Дрекслер на втором месте. Третье место заняла мировая рекордсменка Галина Чистякова — 7.11.
```
Олимпийские игры. Сеул, 1988 г. 

100 м (25.09.1988, ветер +3 м/с)

 1. 10.54    Флоренс Гриффит-Джойнер США  
 2. 10.83    Эвелин Эшфорд           США  
 
3. 10.85    Хайке Дрекслер          ГДР  

 4. 10.97    Грейс Джексон           Ямайка  
 5. 10.97    Гвен Торренс            США  
 6. 11.00    Наталья Помощникова     Россия  
 7. 11.26    Джулиет Катберт         Ямайка  
 8. 11.49    Анелия Вечерникова      Болгария  

200 м (29.09.1988, ветер +1.3 м/с)

 1. 21.34    Флоренс Гриффит-Джойнер США  
 2. 21.72    Грейс Джексон           Ямайка  
 
3. 21.95    Хайке Дрекслер          ГДР  

 4. 21.99    Мерлин Отти             Ямайка  
 5. 22.09    Зильке Мёллер           ГДР  
 6. 22.17    Гвен Торренс            США  
 7. 22.33    
Майя Азарашвили
         СССР  
 8. 22.42    Галина Мальчугина       СССР  

Прыжки в длину (29.09.1988)

 1. 7.40    Джеки Джойнер-Керси      США  
 
2. 7.22    Хайке Дрекслер           ГДР  

 3. 7.11    Галина Чистякова         СССР  
 4. 7.04    Елена Белевская          СССР  
 5. 6.73    Николь Богман            Австралия  
 6. 6.62    Фиона Мэй                Великобритания  
 7. 6.60    Агата Качмарек           Польша  
 8. 6.55    Сабине Йон               ГДР
```

### 1989
Сезон 1989 г. Дрекслер пропустила из-за рождения ребёнка. Сын Тони родился 1 ноября 1989 г.

### 1990
В 1990 г. Дрекслер быстро восстановила форму, выиграв 13 из 14 соревнований по прыжкам в длину, в 9 из которых совершила прыжки за 7.00. В спринте она сосредоточилась на дистанции 200 м, хотя в Кобленце 4 сентября показала 11.14 на стометровке.
В августе, на чемпионате Европы в Сплите Дрекслер отстояла титул чемпионки в прыжках в длину, который она завоевала в 1986 г. Первое место досталось ей без видимых усилий, четыре её прыжка, включая лучший, 7.30, превышали результат серебряной медалистки, румынки Мириэты Илку. Два дня спустя Дрекслер попыталась отстоять чемпионский титул на дистанции 200 м, но была второй с результатом 22.19, пропустив вперёд соотечественницу Катрин Краббе (21.95). Это была последняя её медаль в беговых дисциплинах на крупных соревнованиях и последнее выступление за сборную ГДР. С падением берлинской стены она стала выступать за сборную объединённой Германии.
```
Чемпионат Европы. Сплит, 1990 г.

200 м 

 1. 21.95    Катрин Краббе      ГДР  
 
2. 22.19    Хайке Дрекслер     ГДР  

 3. 22.23    Галина Мальчугина  СССР  
 4. 22.38    Сандра Майерс      Испания  
 5. 22.40    Зильке-Беате Кноль ФРГ  
 6. 22.49    Елена Быкова       СССР  

Прыжки в длину

 
1. 7.30    Хайке Дрекслер      ГДР  

 2. 7.02    Мариэта Илку        Румыния  
 3. 6.94    Хельга Радтке       ГДР  
 4. 6.93    Лариса Бережная     СССР  
 5. 6.90    Иоланда Чен         СССР  
 6. 6.85    Инесса Кравец       СССР
```

### 1991
Хотя после 1990 г. Дрекслер продолжала бегать на спринтерские дистанции, на крупных международных соревнованиях она выступает только в прыжках в длину.
В 1991 г. она демонстрирует впечатляющую серию, совершив прыжки за 7.00 на 17 соревнованиях, и показав четыре из пяти самых дальних прыжков, включая лучший результат сезона — 7.37, показанный в Сестриере 31 июля. Однако её основная соперница — Джеки Джойнер-Керси (США) была тоже в хорошей форме и все с нетерпением ожидали их дуэли 25 августа на чемпионате мира в Токио. В первой же попытке Джойнер показала 7.32. Дрекслер ответила серией 7.09 — 7.16 — 7.29. В последующих трёх попытках ни одна из соперниц не смогла улучшить свой результат.
Здесь же, в Токио Дрекслер в составе сборной Германии завоевала бронзовую медаль в эстафете 4×100 м.
```
 
Чемпионат мира. Токио, 1991 г. 

Прыжки в длину 

 1. 7.32    Джеки Джойнер-Керси   США  
 
2. 7.29    Хайке Дрекслер        Германия
  
 3. 7.11    Лариса Бережная       СССР  
 4. 7.04    Елена Синчукова       СССР  
 5. 6.77    Сьюзен Тидтке         Германия  
 6. 6.72    Мариэта Илку          Румыния  
 7. 6.72    Людмила Нинова-Рудоль Австрия  
 8. 6.69    Елена Белевская       СССР
```

### 1992
В 1992 г. Дрекслер показывает ещё более впечатляющую серию побед, выиграв 21 из 24 соревнований на открытых стадионах и совершив прыжки за 7 м на 23 из них. Ей принадлежит лучший результат сезона в мире — 7.48, являющийся повторением её личного рекорда. На соревнованиях в высокогорном Сестриере 21 июля она совершает прыжок на 7.63 (7.63, 7.47, 7.39, 7.24, 7.04), что на 11 см превышает мировой рекорд, однако попутный ветер +2.1 м/с не позволил зафиксировать этот результат в качестве нового мирового рекорда.
На Олимпийских играх в Барселоне Дрекслер, наконец, побеждает свою старую соперницу Джеки Джойнер-Керси и завоёвывает золотую медаль с результатом 7.14.
```
Олимпийские игры. Барселона, 1992 г. 

Прыжки в длину
 
 1. 7.14    Хайке Дрекслер      Германия  
 2. 7.12    Инесса Кравец       СНГ  
 3. 7.07    Джеки Джойнер-Керси США  
 4. 6.71    Мирела Дулгеру      Румыния  
 5. 6.68    Ирина Михайлова     СНГ  
 6. 6.66    Шарон Коуч          США  
 7. 6.62    Шейла Эхолс         США  
 8. 6.60    Сьюзен Тидтке       Германия
```

### 1993
В 1993 г. Дрекслер продолжает лидировать в прыжках в длину, выиграв 26 из 28 соревнований и показав лучший результат мирового сезона. Одно из двух поражений нанесла Дрекслер её давняя соперница Джойнер, опередившая её на 1 см 27 августа в Берлине. На следующий день в Инсбруке Дрекслер взяла реванш, опередив Джойнер на 1 см.
Джойнер не выступала на чемпионате мира в Штутгарте, и в её отсутствие Дрекслер легко победила с результатом 7.11, совершив 4 прыжка за 7 м.
```
Чемпионат мира. Штутгарт, 1993 г.
 

Прыжки в длину
 
 1. 7.11   Хайке Дрекслер            Германия  
 2. 6.98   Лариса Бережная           СНГ  
 3. 6.76   Рената Нильсен            Дания  
 4. 6.75   Елена Кононова-Хлопотнова Украина  
 5. 6.74   Людмила Галкина           Россия  
 6. 6.73   Людмила Нинова-Рудоль     Австрия  
 7. 6.70   Николь Богман             Австралия  
 8. 6.57   Агата Карчмарек           Польша
```

### 1994
В 1994 г. Дрекслер впервые за многие годы выступила в семиборье на соревнованиях в Талансе 10—11 сентября и победила с лучшим результатом сезона в мире — 6741. До этого Дрекслер в последний раз выступала в семиборье в 1981 г. в возрасте 16 лет и установила мировой рекорд для юниоров.
В прыжках в длину она продолжила свою победную серию, выиграв 19 из 26 соревнований. На Европейском чемпионате в Хельсинки 12 августа она легко победила с результатом 7.14.
```
Чемпионат Европы. Хельсинки, 1994 г.

Прыжки в длину (12.08.1994)

 
1. 7.14   Хайке Дрекслер  Германия

 2. 6.99   Инесса Кравец   Украина 
 3. 6.90   Фиона Мэй       Италия
 4. 6.82   Рената Нильсен  Дания
 5. 6.80   Людмила Нинова  Австрия
 6. 6.67   Агата Карчмарек Польша
```

### 1995
В 1995 г. она вновь приняла участия в соревнованиях по семиборью в Талансе и заняла второе место с результатом 6375, по иронии судьбы очко в очко повторив лучший результат этого сезона своей давней соперницы Джойнер.
В прыжках в длину она продолжала лидировать в сезоне, однако на чемпионате мира в Гётеборге заступила в первых двух попытках и не попала в финальную часть соревнований.

### 1996
В 1996 г. Хайке Дрекслер очень сильно начала сезон, выиграв все пять соревнований в закрытых помещениях и показав в Штутгарте лучший результат сезона в залах — 6.96. Однако летом она получила травму правого колена, что не позволило ей принять участие в олимпийских играх в Атланте.

### 1997
В 1997 г., оправившись от травмы, она в начале года в Штутгарте показала второй результат сезона в закрытых помещениях — 6.95, однако не смогла сохранить форму и на своём шестом чемпионате мира в Афинах была четвёртой с результатом 6.89.
```
Чемпионат мира. Афины, 1997         

Прыжки в длину                      

 1. 7.05   Людмила Галкина     Россия 
 2. 6.94   Ники Ксантоу        Греция 
 3. 6.91   Фиона Мэй           Италия 
 4. 6.89   Хайке Дрекслер      Германия
 5. 6.79   Джеки Джойнер-Керси США
 6. 6.78   Сьюзен Тидтке       Германия 
 7. 6.71   Виктория Вершинина  Украина
 8. 6.64   Эрика Йоханссон     Швеция
 9. 6.64   Магдалена Христова  Болгария
```

### 1998
В 1998 г. Дрекслер вновь успешно выступала, совершив прыжки за 7 метров на 4 соревнованиях и показав второй результат сезона в мире вслед за внезапно вспыхнувшей звездой — Марион Джонс из США. 22 августа в Будапеште она выиграла свой четвёртый подряд чемпионат Европы, показав свой лучший в сезоне результат — 7.16. В сентябре она с результатом 7.07 победила Йоханнесбурге на Кубке мира, опередив Джонс на 7 см.
Чемпионат Европы. Будапешт, 1998 г. 
Прыжки в длину (22.08.1998)         
1. 7.16    Хайке Дрекслер  Германия
2. 7.11    Фиона Мэй       Италия
3. 7.06    Людмила Галкина Россия
4. 6.82    Тунде Ваши      Венгрия
5. 6.75    Эрика Йоханссон Швеция
6. 6.64    Зита Айклер     Венгрия
7. 6.64    Линда Ферга     Франция
8. 6.62    Сьюзен Тидтке   Германия

### 1999
В 1999 г. Дрекслер преследовали травмы, из-за которых она впервые с 1983 г. пропустила чемпионат мира и закончила сезон с результатом 6.91.

### 2000
В 2000 г., когда уже казалось, что спортивная карьера Дрекслер закончена, её звезда вновь ярко вспыхнула. 29 сентября на Олимпийских играх в Сиднее в возрасте 35 лет она выиграла свою вторую золотую Олимпийскую медаль в прыжках в длину, показав результат 6.99.
Олимпийские игры. Сидней, 2000 г.  
Прыжки в длину                     
1. 6.99    Хайке Дрекслер Германия
2. 6.92    Фиона Мэй      Италия
3. 6.83    Татьяна Котова Россия
4. 6.79    Ольга Рублёва  Россия
5. 6.74    Сьюзен Тидтке  Германия
6. 6.59    Джеки Эдвардс  Бахрейн
7. 6.58    Тунде Ваши     Венгрия

### 2002
7 августа 2002 г. на чемпионате Европы Хайке Дрекслер заняла 5 место с результатом 6.64.
Чемпионат Европы. 2002 г.   
Прыжки в длину (07.08.2002) 
1. 6.85    Татьяна Котова Россия
2. 6.73    Джейд Джонсон  Великобритания
3. 6.73    Тунде Ваши     Венгрия
4. 6.67    Кончи Монтанер Испания
5. 6.64    Хайке Дрекслер Германия
6. 6.58    Стелла Пилатоу Греция
7. 6.58    Ольга Рублёва  Россия
8. 6.43    София Шульте   Германия